# James B. Donovan
James Britt Donovan (New York, 29 febbraio 1916 – New York, 19 gennaio 1970) è stato un avvocato e politico statunitense, ufficiale della United States Navy.
Donovan è largamente conosciuto per aver negoziato nel 1962 lo scambio tra il pilota americano di U-2 Francis Gary Powers, catturato dai sovietici, e la spia sovietica Rudoľf Abeľ durante la crisi degli U-2 e per aver ottenuto il rilascio e il ritorno in patria di 9 703 prigionieri trattenuti a Cuba, dopo il fallimento dell'invasione della baia dei Porci.

## Biografia
James Britt Donovan nacque da una famiglia di origine irlandese il 19 febbraio 1916 nel Bronx. Era figlio di Harriet (O'Connor), un'insegnante di pianoforte, e John J. Donovan, un chirurgo. Suo fratello John J. Donovan Jr. è stato senatore dello Stato di New York. Entrambi i rami della famiglia erano di origine irlandese. Entrò alla Catholic All Hallows Institute. Nel 1933 iniziò i suoi studi alla Fordham University, dove completò un Bachelor of Arts degree nel 1937. Voleva diventare un giornalista ma il padre lo convinse a studiare legge ad Harvard, dove entrò nell'autunno del 1937 e si laureò in legge nel 1940.
In seguito iniziò a lavorare presso l'ufficio di un avvocato e nel 1942 diventò membro dell'Associate General Counsel nell'Ufficio di Ricerca Scientifica e Sviluppo. Dal 1943 al 1945 è stato consigliere giuridico generale all'Ufficio dei servizi strategici (OSS), il servizio segreto americano. Nel 1945 mentre era in Germania fu anche consulente per il documentario The Nazi Plan.
Nel 1950 Donovan diventò partner dell'ufficio legale Watters and Donovan. Dal 1961 al 1963, Donovan è stato vicepresidente del New York Board of Education, e dal 1963 al 1965 ne è stato presidente. 
Nel 1941 sposò Mary E. McKenna, da cui ha avuto un maschio e tre femmine.
È morto di un attacco cardiaco il 19 gennaio 1970 nel Methodist Hospital di New York.

## Attività legale
Per il suo lavoro di avvocato ha ricevuto il Distinguished Intelligence Medal. 

### Il processo di Norimberga
Fu assistente del giudice Robert H. Jackson al processo di Norimberga. Mentre si preparava per il processo, come detto, fu anche consulente per il documentario The Nazi Plan. Al processo Donovan ha presentato prove visive.

### Il caso Abel
Nel 1957 Donovan difese la spia sovietica Rudoľf Abeľ, dopo che molti altri avvocati avevano rifiutato. Donovan perse il processo, ma andò avanti lo stesso, prima che la corte discutesse su una possibile sentenza di morte e vinse la causa. In seguito portò avanti il caso di Abel fino alla Corte suprema degli Stati Uniti d'America, dove Donovan argomentò senza successo (con 5 voti contro 4) che le prove usate contro il suo cliente erano state sequestrate dall'FBI, violando il Quarto emendamento della Costituzione americana. Il presidente della Corte Suprema Earl Warren lo elogiò ed espresse pubblicamente la "gratitudine dell'intera corte".

### Il caso degli U-2
Nel 1962 Donovan, che guidava i negoziati, e l'agente della CIA Milan C. Miskovsky negoziarono con i mediatori sovietici il rilascio del pilota U-2 americano Francis Gary Powers. Donovan concluse lo scambio con successo, dando in cambio ai sovietici Rudoľf Abeľ, che Donovan stesso aveva difeso cinque anni prima.
La storia di Abel e della sua difesa, seguita dagli intensi negoziati e dal clima di tensione dettato dalla situazione difficile della guerra fredda, fu alla base del libro Strangers on a Bridge, scritto da Donovan e dal ghostwriter Bard Lindeman. Molti altri libri simili saranno pubblicati successivamente, ma Strangers, pubblicato per la prima volta nel 1964, è stata l'opera più importante e quella più apprezzata dalla critica letteraria. Il libro è diventato anche lo spunto per il film del 2015 di Steven Spielberg, Il ponte delle spie. Grazie al successo del film, ha guadagnato una nuova popolarità ed è stato ristampato dalla Simon & Schuster nell'agosto del 2015. Il secondo libro di Donovan è stato Challenges: Reflections of a Lawyer-at-Large, un'opera di memorie e riflessioni della sua carriera d'avvocato, del 1967.

### Il caso della baia dei Porci
Nel giugno del 1962 Donovan venne contattato dall'esule cubano Pérez Cisneros, che gli chiese di supportarlo nei negoziati per liberare 1.113 prigionieri della fallita invasione della baia dei Porci. Donovan offrì il suo aiuto legale al comitato delle famiglie cubane dei parenti dei prigionieri. Qualche mese più tardi raggiunse Cuba. Le relazioni tra Cuba e gli Stati Uniti erano estremamente tese dopo la tentata invasione. Quando Fidel Castro incontrò Donovan per la prima volta, parlò molto poco Donovan cercò allora di sviluppare una certa confidenza ed ebbe tanto successo che lo stesso Castro lo elogiò per aver portato il figlio a Cuba. Durante le negoziazioni, notando che le medicine prodotte localmente non riuscivano a curare la sua borsite, Donovan ebbe l'idea di scambiare i prigionieri per medicinali: il 21 dicembre 1962 Castro e Donovan firmarono un accordo per la liberazione di tutti i 1.113 prigionieri in cambio di 53 milioni di dollari in cibo e medicine, provenienti da donazioni private e da compagnie che aspettavano sgravi fiscali.

## Attività politica
Nel 1962 Donovan fu il candidato democratico per il senato americano nello Stato di New York, ma perse contro il candidato repubblicano Jacob K. Javits. 
Nei suoi ultimi anni è stato presidente del Pratt Institute.

## Nella cultura di massa
- Nel 2006, Philip J. Bigger ha pubblicato la biografia di Donovan, Negotiator: The Life and Career of James B. Donovan.[3]
- Il 4 agosto 2015 Scribner, facente parte del gruppo Simon & Schuster, ha ristampato l'autobiografia di Donovan, Strangers on a Bridge, che ripercorre il suo ruolo nella difesa di Abel e nella negoziazione per lo scambio della spia russa con il pilota americano Francis Gary Powers.
- La ristampa dell'autobiografia di Donovan coincise con la realizzazione del film Il ponte delle spie , uscito nelle sale il 16 ottobre 2015, diretto da Steven Spielberg e scritto da Matt Charman e i Fratelli Coen. Tom Hanks ha interpretato il ruolo di Donovan, con Amy Ryan nei panni della moglie Mary.[18]
- James Gregory ha interpretato Donovan nel 1976 nella serie televisiva Francis Gary Powers: La vera storia dell'incidente di una spia U-2, basato sulla biografia di Powers (scritta da Curt Gentry). Lee Majors ha interpretato Powers.[19]

## Opere
- La verità sul caso Rudolf Abel (Strangers on a Bridge, The Case of Colonel Abel, Atheneum, 1964, ISBN 978-1-299-06377-8.
- James B. Donovan, Challenges: Reflections of a Lawyer-at-Large, Atheneum, 1967. (con la prefazione di Erwin Griswold)